# Jiangsu FC
Der Jiangsu Football Club (chinesisch 江苏足球俱乐部, Pinyin Jiāngsū Sūníng) war ein Fußballverein aus Nanjing in China.
Der Verein spielte in der Chinese Super League, der höchsten Spielklasse des Landes und wurde 2020 Meister von China, nachdem er 2015 bereits Pokalsieger war. Seine Heimspiele trug der Verein im Nanjing Olympic-Sports-Center aus. Eigentümer des Klubs war die Suning Appliance Group, ein Schwesterunternehmen der Suning Commerce Group, der auch der italienische Verein Inter Mailand gehört. Der Verein wurde Ende Februar 2021 aufgelöst.

## Vereinshistorie
Gegründet wurde der Verein 1958 als Jiangsu Provincial Team. Ab 2000 hieß der Verein Jiangsu Sainty und war im Besitz der Firmengruppe Sainty, welche 2011 in der Firmengruppe Guoxin aufging. Somit hieß der Verein seit 2014 Jiangsu Guoxin-Sainty. Als Meister der 2. chinesischen Liga stieg der Verein 2008 erstmals in die Chinese Super League auf. 2011 gelang mit dem zweiten Platz in der Meisterschaft erstmals die Qualifikation für die AFC Champions League. 2015 konnte der Chinese FA Cup zum ersten Mal gewonnen werden. Im Dezember 2015 wurde der Club von der Suning Commerce Group gekauft und in "Jiangsu Suning F.C." umbenannt.
Zusätzlich wurde verstärkt in Spieler investiert; Im Januar 2016 wurde bekannt, dass der Verein den Spieler Ramires verpflichtet habe, Anfang Februar 2016 folgte Alex Teixeira. Komplettiert wurde das Duo durch den ehemaligen brasilianischen Nationalspieler Jô. Im Sommertransfer-Fenster wurde obendrein der Kolumbianer Roger Martínez unter Vertrag genommen. Zudem wurde Hong Jeong-Ho vom FC Augsburg verpflichtet.
Nach der starken Saison 2016 folgte die sportliche Ernüchterung im Jahre 2017. Nach dem schwierigen Saisonstart in der Saison 2017 wurde der südkoreanische Übungsleiter Choi Yong-Soo durch den Italiener Fabio Capello ersetzt, der den Verein mit Platz 12 vor dem Abstieg bewahrte.
Der Verein wurde 2021 entsprechend einer Verbandsanweisung an alle Vereine, keine Sponsorennamen im Namen zu haben von Jiangsu Suning FC zu Jiangsu FC umbenannt. Ende Februar wurde der Verein aufgelöst, da sich die Provinz nicht an dessen Finanzierung beteiligen wollte und auch kein neuer Eigentümer gefunden werden konnte.

## Platzierungen
| Saison   | 2004 | 2005 | 2006 | 2007 | 2008 | 2009 | 2010 | 2011 | 2012 | 2013 | 2014 | 2015 | 2016 | 2017 | 2018 |
| -------- | ---- | ---- | ---- | ---- | ---- | ---- | ---- | ---- | ---- | ---- | ---- | ---- | ---- | ---- | ---- |
| Liga     | 2    | 2    | 2    | 2    | 2    | 1    | 1    | 1    | 1    | 1    | 1    | 1    | 1    | 1    | 1    |
| Position | 6    | 5    | 6    | 3    | 1    | 10   | 11   | 4    | 2    | 13   | 8    | 9    | 2    | 12   | 5    |

## Erfolge

### National
- Chinese Super League:
  - Meister: 2020
  - Vize-Meister: 2012
- Chinese FA-Cup: 2015
  - Finalist 2014, 2016, 2020
- Chinese FA Super Cup: 2013

## Namenshistorie

Logo von 2000–2015

- Januar 2000 – Januar 2014 "Jiangsu Sainty FC"
- Januar 2014 – Dezember 2015 "Jiangsu Guoxin-Sainty FC"
- Dezember 2015 – Jiangsu Suning FC (江苏苏宁足球俱乐部)
- ca. Januar 2016 – Jiangsu FC (江苏足球俱乐部)

## Bekannte ehemalige Spieler
- Victor Agali (2010)
- Roda Antar (2014–2015)
- Sergio Escudero (2015)
- Sabin Ilie (2006)
- Dejan Damjanović (2014)
- Bruce Djite (2011)
- Sölvi Geir Ottesen (2015)
- Hamdi Salihi (2013)

## Trainer
- Ján Kocian (2011)
- Dan Petrescu (2015–2016)
- Fabio Capello (2017–2018)
- Cosmin Olăroiu (2018–)